# ریچارد چادویک (بازیکن فوتبال)
ریچارد چادویک (انگلیسی: Richard Chadwick؛ زادهٔ 1860) بازیکن فوتبال اهل بریتانیا است.
از باشگاه‌هایی که در آن بازی کرده‌است می‌توان به باشگاه فوتبال استوک سیتی اشاره کرد.